# Слобода (1943 – 1944)
„Слобода“ е гръцки вестник, издаван нелегално в град Лерин в годините на окупацията през Втората световна война.

## История
Вестникът започва да излиза в 1943 година. Орган е на Славяномакедонския народоосвободителен фронт (СНОФ) и се издава на лерински диалект. Спира в 1944 година. Излизат общо 3 броя.